# جون ميتكالف (ملحن)
جون ميتكالف (بالإنجليزية: John Metcalfe)‏ هو ملحن نيوزيلندي، ولد في 1964.

## وصلات خارجية
- جون ميتكالف على موقع ميوزك برينز (الإنجليزية)
- جون ميتكالف على موقع ديسكوغز (الإنجليزية)